# جوش بورنس
جوش بورنس (بالإنجليزية: Josh Burns)‏ هو فنان قتال مختلط أمريكي، ولد في 15 مايو 1978 في لندن في الولايات المتحدة.

## وصلات خارجية
- جوش بورنس على موقع بوكس ريك (الإنجليزية) (registration required)
- جوش بورنس على موقع بيلاتور (الإنجليزية)
- جوش بورنس على موقع شيردوغ (الإنجليزية)
- جوش بورنس على موقع IMDb (الإنجليزية)